# Jordyn Huitema
Jordyn Pamela Huitema, född 8 maj 2001 i Chilliwack i British Columbia, är en kanadensisk professionell fotbollsspelare. Hon spelar för det kanadensiska landslaget samt för OL Reign i National Women's Soccer League. 2019–2022 spelade hon i Paris Saint-Germain. 
Hon blev olympisk guldmedaljör i fotboll för Kanada vid sommarspelen 2020 i Tokyo.